# Srpci
Srpci (maced. Српци) – wieś w południowej Macedonii Północnej, w pobliżu drugiego co do wielkości miasta tego kraju – Bitoli.

## Galeria

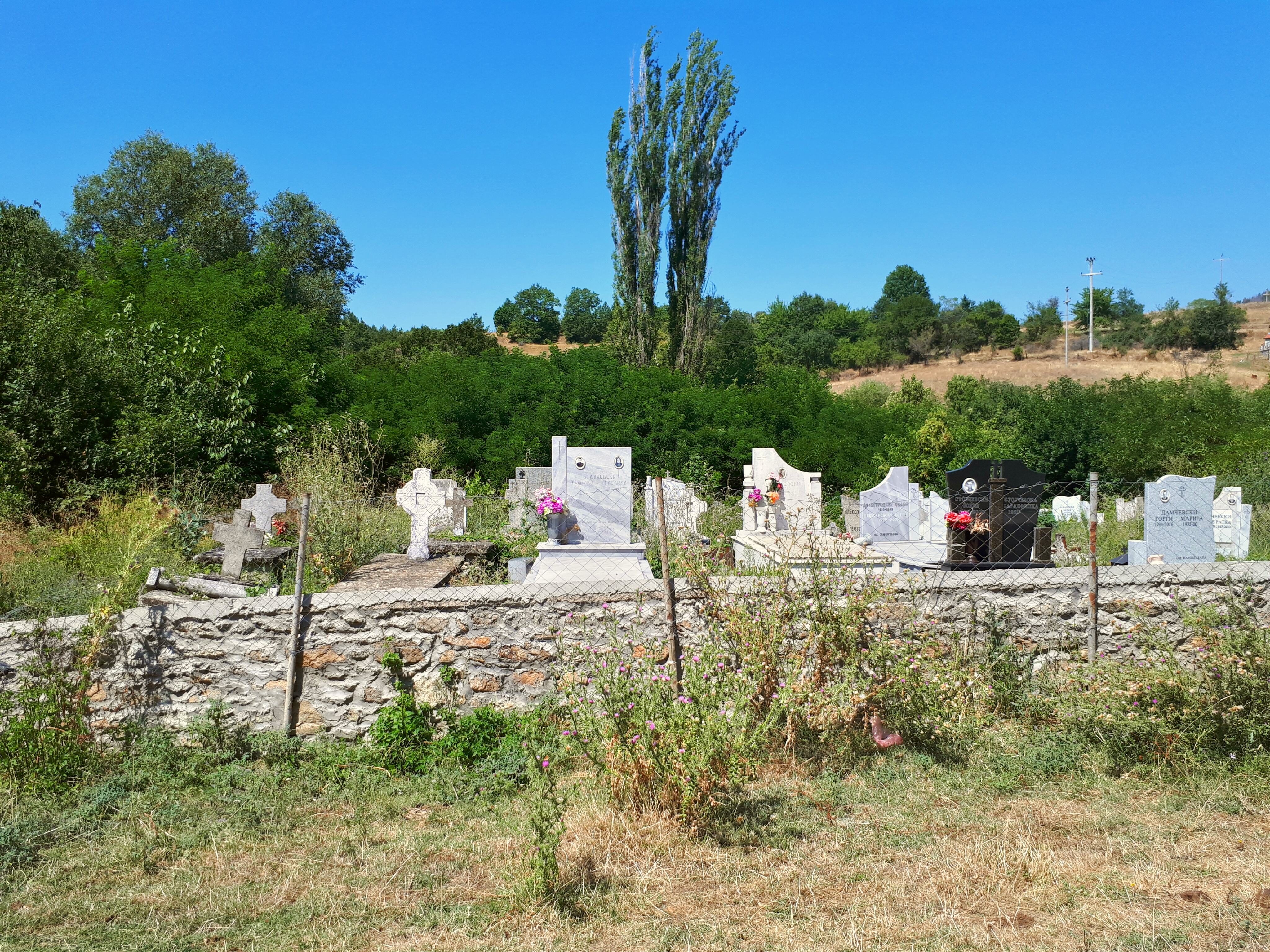
Cmentarz wiejski
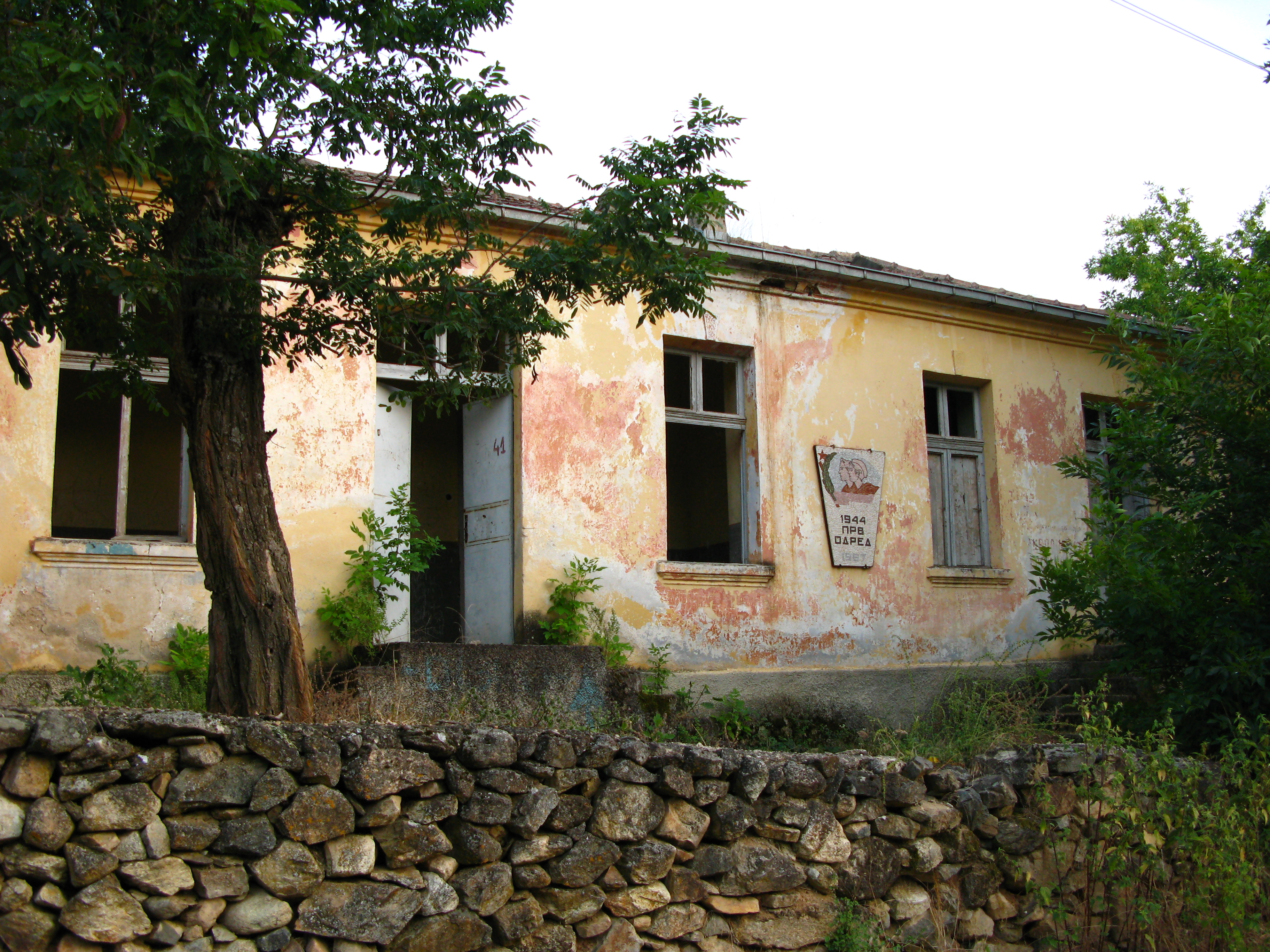
Stara szkoła podstawowa
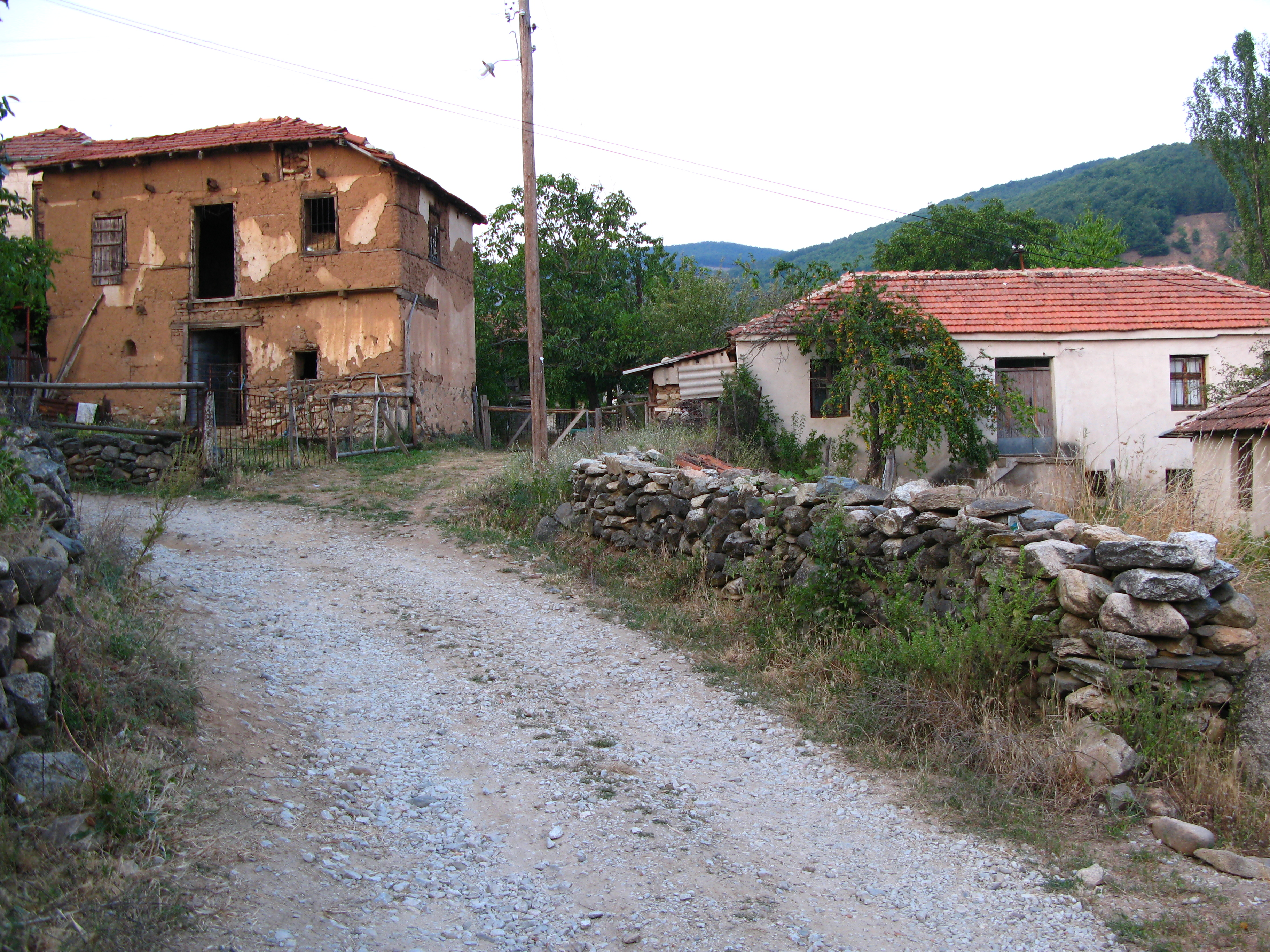
Stare domy
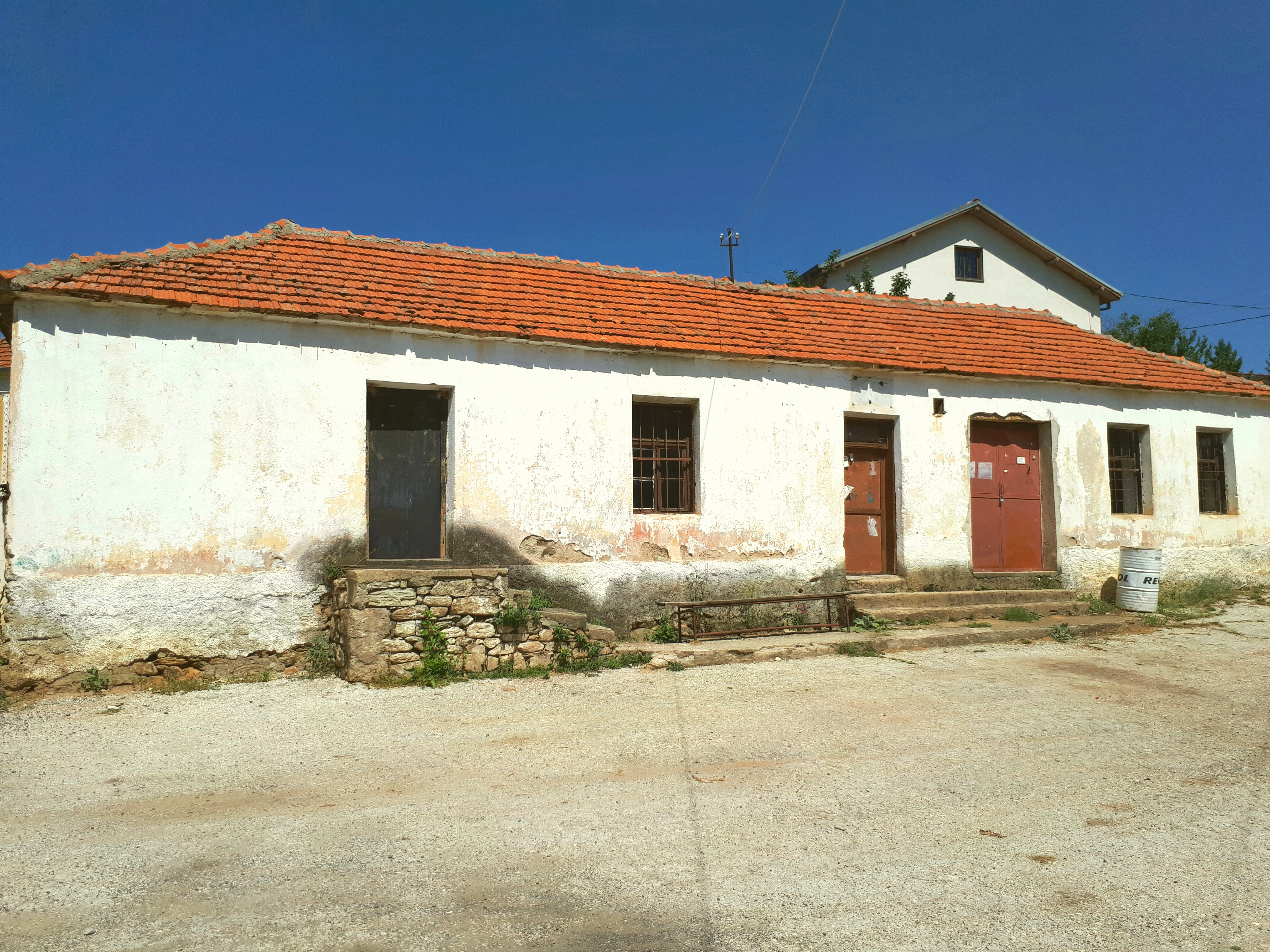
Centrum wsi

Osada wchodzi w skład gminy Bitola.